# Warlock (відеогра)
Warlock (укр. чаклун) — відеогра-платформер, видана у 1995 році компанією Acclaim Entertainment для платформ Sega Mega Drive та Super Nintendo. Гра базується на серії фільмів «Чорнокнижник».

## Сюжет
Кожну тисячу років Сонце та Місяць вишиковуються в ряд. Коли це трапляється, Зле Єство відправляє свого єдиного сина, Чаклуна, на Землю, аби зібрати шість магічних рунічних каменів. Зібрані разом, рунічні камені дають їх володарю силу знищити Землю. Використовуючи магічні здібності, успадковані від предків, сучасний друїд мусить подорожувати в часі, аби перешкодити Чаклунові відшукати всі камені.

## Ігровий процес
Будучи друїдом, гравець озброєний сімома різними закляттями, що допомагають йому в битві проти Чаклуна. Можуть бути реалізовані до 255 заклять певного типу, хоча рядок статусу показує лише до дев'яти. Серед заклять:
- слабкі розумні бомби;
- потужні розумні бомби;
- зцілення;
- закляття відродження;
- закляття захисту;
- струс;
- повернення часу.

Суперниками гравця під час гри стають кажани, павуки, зомбі, пекельні пси тощо.

## Відгуки
Після його випуску The Post and Courier дав позитивні відгуки щодо гри, відзначивши, що графіка на платформі SNES краща, ніж на Sega. Крім того, гра була в цілому хороша як для новачків, так і для юних гравців. The Video Game Critic розкритикував гру і дав їй рейтинг «D -» з поясненням, що в той час як графіка гри була гарною, управління та ігровий процес були на низькому рівні.
У 2012 році журнал «Complex» включив гру в свій список «10 найвеличніших чарівників у відеоіграх» за універсальність гравця-друїда.